# Cristina Cabrera
Cristina Cabrera es una arpista mexicana originaria de Xalapa en el Estado de Veracruz. Estudió el arpa a partir de los 13 años con artistas como Saúl Hernández Morales, Alberto de la Rosa, Britta Shafer, Celso Duarte, Lucía Shiomitsu y Mariano González. Acompaño Lila Downs en sus conciertos y ha ganado distinciones otorgadas por el Instituto Veracruzano de la Cultura. Enseña igualmente en la Universidad Autónoma del Estado de Hidalgo. Es una promotora de la música tradicional mexicana y ha participado en festivales de música tradicional en México, en América y en Europa.
Su estilo musical íntegra la música jarocha, la música mexicana, la música clásica, la música venezolana y paraguaya.